# Telebasis obsoleta
Telebasis obsoleta – gatunek ważki z rodziny łątkowatych (Coenagrionidae).